# Moulin-de-la-Roche (Fontenay-le-Comte)
Ne doit pas confondre avec le moulin de la Roche situé à La Possonnière, en Maine-et-Loire.
Le Moulin-de-la-Roche est une ancienne minoterie située à Fontenay-le-Comte, dans le département de la Vendée, en France.

## Localisation
L'édifice était situé dans l'impasse du Moulin-de-la-Roche à Fontenay-le-Comte, dans le département français de la Vendée.

## Description
La minoterie du Moulin-de-la-Roche est un représentant de l'architecture industrielle du milieu du XXe siècle.

## Historique
Richard Cœur de Lion a fondé un petit monastère dédié à saint André, comme en témoigne une charte datée du 6 mai 1190, où il est fait mention du moulin de la Roche. Ce moulin, appartenant initialement au fief du Pasty, est cédé à François Bonnaud le 13 juin 1796 par Charles-Zacharie Pichard. Par la suite, il change de propriétaires à plusieurs reprises. 
En 1928, une turbine centripète fabriquée par la société TRB est installée, permettant ainsi au moulin de générer l'énergie nécessaire à son fonctionnement. En 1933, le moteur à gaz est remplacé par un moteur diesel Duvant de 45 chevaux-vapeur. En 1935, des travaux de surélévation de deux étages sont entrepris sur le moulin, visant à accroître la puissance des nouvelles machines ainsi que leur installation. Cependant, le 25 septembre de la même année, le moulin de la Roche est ravagé par un incendie, bien que la maison du minotier soit miraculeusement épargnée. Il est alors remplacé par une minoterie, les travaux étant confiés à l'entreprise Courty de Rochefort et à la Société générale meulière de La Ferté-sous-Jouarre. Par ailleurs, d'autres améliorations sont apportées, permettant d'atteindre une capacité de production de 220 quintaux en 24 heures. 
En 1956, le barrage de Mervent est achevé et commence à produire de l'énergie hydraulique. Cependant, son utilisation est intermittente, confrontée à des périodes où l'approvisionnement en eau est insuffisant ou lors d'une augmentation du débit. En 1963, l'activité de la turbine est interrompue à la suite de l'apparition d'une brèche dans la chaussée, une réparation qui n'a jamais été réalisée. À la suite du décès de Michel Guillon le 11 octobre 1963, l'entreprise est reprise par son épouse et leurs quatre enfants. 
L'un des fils de Michel Guillon, Jacques, a repris la direction de l'entreprise le 28 décembre 1979. Après avoir dirigé l'entreprise pendant treize ans, il a pris sa retraite le 31 décembre 1992. Malheureusement, faute de nouveaux propriétaires, l'activité du moulin a cessé complètement. L'avenir de l'établissement est alors incertain. Jacques Guillon fait le choix de ne pas démanteler les machines, estimant qu'elles constituaient un patrimoine important. Il a également craint que leur vente à des pays d'Europe de l'Est ne compromette une partie significative du moulin. 

## Destruction de l'édifice
Le 28 juillet 1997, une association est fondée dans le dessein de convertir le moulin en un lieu touristique. Ce projet est confié à l'examen de Jean-Philippe Hauvuy, de la Société d'études et d'ingénierie financière (SEIFI), ainsi qu'à l'architecte Christophe Bertrand. Cependant, ladite association s'est trouvée contrainte de rechercher un organisme compétent pour concrétiser le projet. Ensuite, l'édifice est inscrit au titre des monuments historiques en 2003 puis radié en 2011. Il est détruit en 2013.